# Vertrag von Capdepera
Im Vertrag von Capdepera, der am 17. Juni 1231 zwischen Jakob I. von Aragón und dem almohadischen Qādī von Menorca Abu Abd Allah Muhammad ibn Ahmad ibn Hischam geschlossen wurde, ist die Unterwerfung des muslimischen Inselstaats unter die Oberhoheit der Krone von Aragonien festgehalten.

## Vorgeschichte
Nach der Eroberung von Mallorca mit der Einnahme der Hauptstadt Mādina Mayūrqa am 30. Dezember 1229, ließ Jakob I. an der Menorca gegenüberliegenden Nordostküste riesige Feuer entfachen, um so die Anwesenheit eines riesigen Heeres vorzutäuschen und damit die islamischen Menorcaner einzuschüchtern und an den Verhandlungstisch zu zwingen. Nachdem der letzte moslemische Widerstand auf Mallorca schließlich im Jahr 1231 gebrochen war, sandte Jakob I. sodann drei Botschafter – Berenguer de Santa Eugenia, Don Assalit de Gudar und Don Pere Maça – nach Menorca, um über dessen Unterwerfung unter die Krone von Aragonien zu verhandeln.

## Vertrag

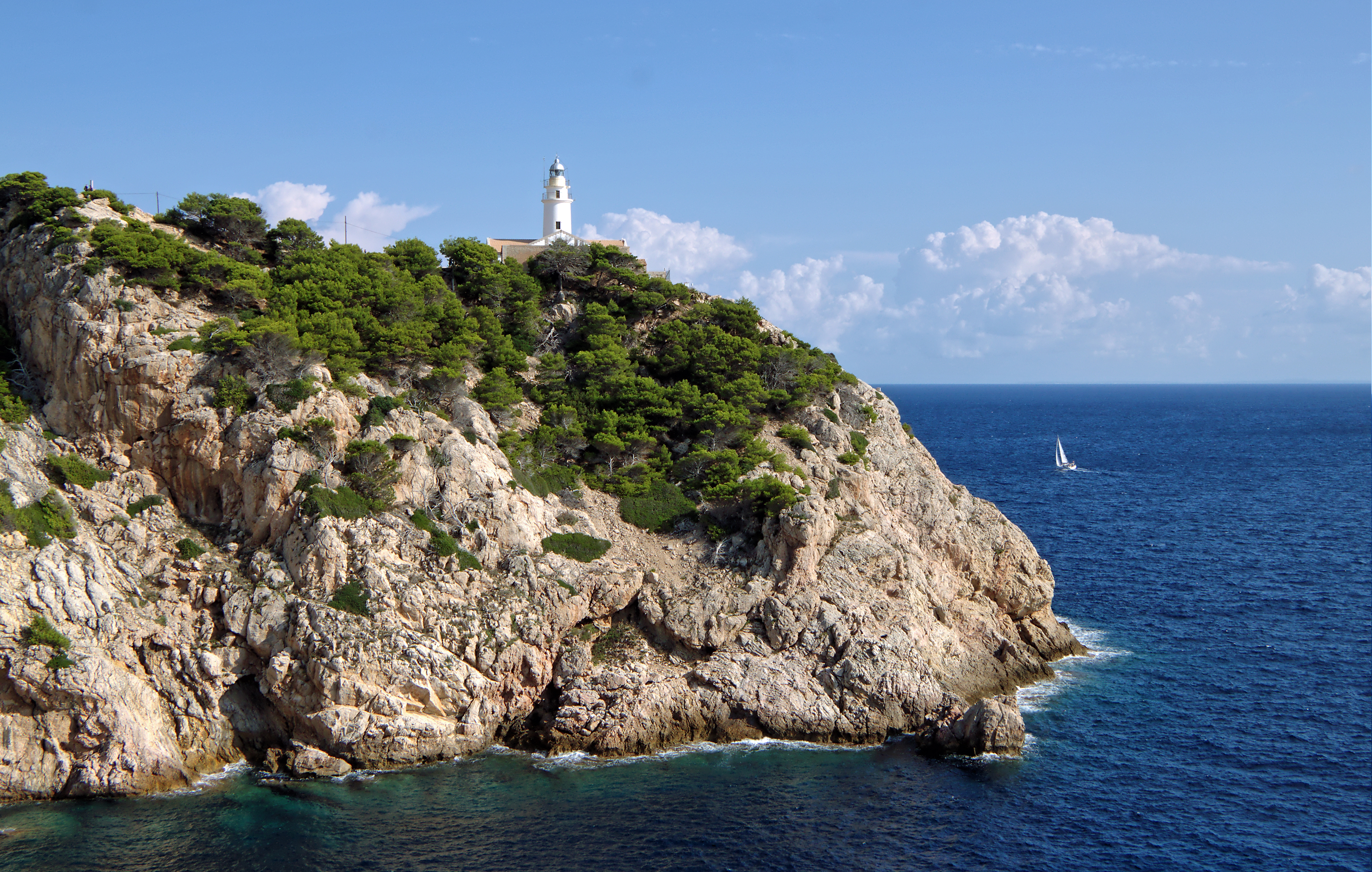
Punta de Capdepera mit Leuchtturm

Im Vertrag von Capdepera, der in mittelalterlichem Latein verfasst wurde und nach dem gleichnamigen Kap von Capdepera auf Mallorca benannt wurde, erkannte der Almohadenqādī auf Menorca die Oberhoheit des katalanisch-aragonesischen Königs an, der ihm im Gegenzug weitgehend politische Autonomie, eine militärische Schutzgarantie sowie freie Religionsausübung zusagte. Diese Schutzgarantie war jedoch mit einer jährlichen Tributzahlung Menorcas verknüpft, welche sich über 3.000 Scheffel Weizen, 100 Kühe und 500 Ziegen oder Schafe belief, später kamen dann noch zwei Zentner Frischbutter und 200 Goldmünzen (Byzantiner) für den Viehtransport hinzu.
Dem Vertragsabschluss vorausgegangen war ein Treffen zwischen dem Qādī, Abu Uthman Said ibn Hakam al-Quraschi, den Scheichs und dreihundert weiteren einflussreichen Personen auf Menorca, in welchem die Übereinkunft getroffen wurde, den Vasallenstatus gegenüber dem neuen Kِönig von Mallorca anzunehmen. Die eigentliche Antriebskraft hinter dem Vertrag mit Jakob I. soll Abu Uthman gewesen sein, obwohl dies aus dem Text so nicht zu entnehmen ist.  
Abu Abd Allah Muhammad wurde dann im Jahr 1234 von Abu Uthman vom Thron gestürzt, welcher sich alsbald zum Raʾīs erklärte, die Vertragsbedingungen aber weiterhin erfüllte. Die jährlichen Tributzahlungen gingen nach dem Tod von Jakob I. im Jahr 1276 an Jakob II. und endeten erst mit der Eroberung von Menorca im Jahr 1287.
Der Vertrag besitzt Ähnlichkeiten mit einem muslimischen Ahd, jedoch mit vertauschten Partnern und den Muslim als unterlegener Partei.